# Dianadema minima
Dianadema minima is een tweekleppigensoort uit de familie van de Clavagellidae. De wetenschappelijke naam van de soort is voor het eerst geldig gepubliceerd in 1889 door G.B. Sowerby III.